# Okręg wyborczy Wolverhampton East
Okręg wyborczy Wolverhampton East powstał w 1885 r. i wysyłał do brytyjskiej Izby Gmin jednego deputowanego. Okręg obejmował wschodnią część miasta Wolverhampton. Został zlikwidowany w 1950 r.

## Deputowani do brytyjskiej Izby Gmin z okręgu Wolverhampton East
- 1885–1908: Henry Fowler, Partia Liberalna
- 1908–1929: George Rennie Thorne, Partia Liberalna
- 1929–1945: Geoffrey Mander, Partia Liberalna
- 1945–1950: John Baird, Partia Pracy